# Ramon Talamàs
Ramon Talamàs (Terrassa, 1951) és un empresari català. Des de 2019 és President de la Cambra de Comerç de Terrassa.
Es va llicenciar en Ciències Econòmiques per la Universitat Autònoma de Barcelona, i va complementar els seus estudis diplomant-se en direcció comercial per ESADE. Més endavant, va estudiar el Programa d'Alta Direcció d'Empreses de l'IESE.
Com a empresari, ha sigut conseller delegat de Cirsa, conseller delegat de "La Sirena", director general d'Atrian Bakers o director general d'Audens Food. Actualment és propietari de Xaval Museums.
Des de juny del 2019 presideix la Cambra de Comerç de Terrassa, amb el suport de Cecot. Es presentà a la reelecció a les eleccions de 2023, on la seva candidatura continuista va aconseguir 31 de les 35 cadires en joc, revalidant el càrrec.